# Joachim von Spindler
Joachim Erasmus Friedrich Hans Gustav-Adolph Philipp Artur von Spindler (* 28. Juni 1899 in Langenselbold; † 1987) war leitender Ministerialbeamter im deutschen Bundesministerium der Finanzen.

## Leben
Er entstammte einer aus Schwaben stammenden Familie. Die Vorfahren erhielten in Prag 1604 die Reichsadelsbestätigung als von Spindler. Joachim war der Sohn des Hermann von Spindler (1857–1907), preußischer Oberlandesgerichtsrat in Hamm, und der Anna Knoch (1867–1945). Joachim von Spindler hatte zwei ältere Brüder, Kurt fiel als Offizier 1914, Bruder Herbert wurde Arzt un starb an den Kriegsfolgen 1945.
Nach seinem Abitur 1917 am humanistischen Gymnasium Hammonense (Mitabiturient war der spätere Nationalökonom und Wirtschaftsstatistiker Hans Peter) studierte von Spindler Wirtschaftswissenschaft sowie Rechtswissenschaft und promovierte in beidem. Von 1932 bis 1945 arbeitete er im Reichswirtschaftsministerium. Am 1. Mai 1937 war er der NSDAP beigetreten.
Nach dem Zweiten Weltkrieg war er 1948 in der Finanzverwaltung des Vereinigten Wirtschaftsgebiets tätig.
Maßgebliche Posten übernahm Spindler in den Jahren 1949 bis 1961 im Bundesministerium für Finanzen. Dort war er bis 1952 Leiter des Referats V 1 (Geld- und Kreditwesen), 1952 bis 1961 Leiter der Abteilung V (Banken, internationale Finanzierungsfragen, Devisen, öffentliches Versicherungswesen), ab 1954 übernahm er die Bereiche „Liquidation des Krieges, Rechtsangelegenheiten“, ab 1958 auch noch die Bereiche „Schuldenwesen, allgemeine und internationale Finanzierungsfragen, Liquidation des Krieges“. Er schied als Ministerialdirektor aus dem Dienst.
Spindler heiratete am 25. September 1937 in Berlin Liselotte Krüger (* 21. November 1912 in Velten). Das Ehepaar hatte einen Sohn Botho, der 1938 in Karnizawa in Japan geboren wurde.